# Michael Mmoh
Michael Mmoh (Riad, Arabia Saudita, 10 de enero de 1998) es un tenista nacionalizado estadounidense, de padre nigeriano y madre irlandesa.

## Vida personal
Nacido en Arabia Saudita, donde vivió hasta los 13 años, Mmoh tiene ascendencia irlandesa y nigeriana. El padre de Michael Tony Mmoh también fue un tenista profesional que representó a Nigeria y alcanzó el puesto 105, el más alto de su carrera. Su madre nació en Irlanda y también es ciudadana australiana. Los padres de Mmoh le pusieron el nombre de la superestrella del baloncesto Michael Jordan.
Mmoh comenzó a jugar tenis a los 3 años. En la actualidad, entrena en la IMG Academy en Florida.

## Carrera
Su mejor ranking individual es el Nº 119 alcanzado el 25 de junio de 2018, mientras que en dobles logró la posición 552º el 13 de octubre de 2014.
No ha logrado hasta el momento títulos de la categoría ATP.

## Challenger y Futures (1+4)
| Leyenda           |
| ----------------- |
| Challengers (1+0) |
| Futures (4+0)     |

### Individuales (5)
| N.º | Fecha      | Torneo    | Superficie    | Oponente       | Resultado        |
| --- | ---------- | --------- | ------------- | -------------- | ---------------- |
| 1.  | 13.11.2016 | Knoxville | Dura (i)      | Peter Polansky | 7-5, 2-6, 6-1    |
| 2.  | 26.10.2014 | USA F29   | Tierra batida | Dennis Novikov | 7-6(5), 6-1      |
| 3.  | 26.07.2015 | USA F22   | Dura          | Jared Hiltzik  | 6-3, 3-6, 7-5    |
| 4.  | 18.10.2015 | USA F30   | Dura          | Lucas Gómez    | 6-3, 6-2         |
| 5.  | 20.03.2016 | USA F10   | Dura          | Casper Ruud    | 6-4, 6-7(5), 6-1 |

#### Finalista en individuales (2)
| N.º | Fecha      | Torneo  | Superficie | Oponente         | Resultado   |
| --- | ---------- | ------- | ---------- | ---------------- | ----------- |
| 1.  | 02.10.2016 | Tiburón | Dura       | Darian King      | 6-7(2), 2-6 |
| 2.  | 17.01.2016 | USA F2  | Dura       | Yannick Hanfmann | 4-6, 0-6    |